# ミンガス (チャールズ・ミンガスのアルバム)
『ミンガス』（Mingus）は、アメリカ合衆国のジャズ・ミュージシャン、チャールズ・ミンガスが1960年に録音し、1961年にキャンディド・レコードから発表したスタジオ・アルバム。

## 解説
「MDM」はセロニアス・モンクの「ストレート・ノー・チェイサー」、デューク・エリントンの「メイン・ステム」、それにミンガス自身の曲「51番街のブルース」のテーマが織り込まれており、タイトルは「Monk Duke & Me」の略である。「ロック・エム・アップ」は、元々は「Hellview of Bellevue」というタイトルで、ミンガスがカウンセリング目的でベルビュー病院を訪れたところ、そのまま強制入院となり、友人たちの助けにより退院できた経験が元になっている。10月20日のレコーディング・セッションでは、アルバム『ミンガス・プレゼンツ・ミンガス』の録音も同時進行で行われ、「ストーミー・ウェザー」は同アルバムと同じくミンガス、エリック・ドルフィー、テッド・カーソン、ダニー・リッチモンドによる演奏だが、「MDM」は、さらに6人のプレイヤーを加えた大編成となっている。
Stacia Proefrockはオールミュージックにおいて5点満点中3点を付け「『ミンガス Ah Um』など同時代の作品ほどの高みに達していないとはいえ、ますます冒険的になっていったチャールズ・ミンガスの曲作りを、優れたミュージシャン達が補完した様が記録されている」と評している。

## 収録曲
特記なき楽曲はチャールズ・ミンガス作。
1. MDM - "MDM" - 20:01
2. ストーミー・ウェザー - "Stormy Weather" (Harold Arlen, Ted Koehler) - 13:35
3. ロック・エム・アップ - "Lock 'Em Up" - 6:46

## 参加ミュージシャン
- チャールズ・ミンガス - ベース
- エリック・ドルフィー - アルト・サクソフォーン (全曲)、バスクラリネット (on #1)
- チャールズ・マクファーソン - アルト・サクソフォーン (on #1, #3)
- ブッカー・アーヴィン - テナー・サクソフォーン (on #1, #3)
- テッド・カーソン - トランペット
- ロニー・ヒリヤー - トランペット (on #1, #3)
- ジミー・ネッパー、ブリット・ウッドマン - トロンボーン (on #1)
- ニコ・ブニック - ピアノ (on #1)
- ポール・ブレイ - ピアノ (on #3)
- ダニー・リッチモンド - ドラムス